# Gyöngyössolymos–Óvár
Gyöngyössolymos-Óvár kis területű, mára elpusztult Árpád-kori erősség a Mátra déli lejtőjén, Gyöngyössolymos határában. Közelében találhatóak Dezsővár és Nyesettvár hasonló korú romjai is.

## Fekvése
A falutól 7,7 kilométerre északra, a környezete fölé 60 méterrel emelkedő, 570 méter magas hegyen található. Három oldalról a Szuhát-patak határolja, nyugatról keskeny gerinccel csatlakozik az Üvöltő-bérchez. A vár maradványait a faluból – az utolsó szakaszt kivéve – jelzett turistaúton, kb. 2 óra alatt lehet megközelíteni.

## Története
A vár nem szerepel a középkori írott forrásokban. Részletes ásatások híján történetéről nagyon keveset tudunk. Elhelyezkedése, alaprajza arra utal, hogy az Árpád-kor második felében (11–13. század) építették és használták. Építője a környéken birtokos Aba nemzetség Solymosi ága lehetett. Elképzelhető hogy a kedvezőtlen fekvésű vár építését félbehagyták, helyette a közeli, jobban védhető Nyesettvár építésébe kezdtek.

## Feltárása
A várról először Pesty Frigyes írt, 1864-ben a sáncokat még fel lehetett ismerni területén. Gerecze Péter 1906-ban, Bartalos Gyula 1909-ben szintén említette nevét. Pásztor József 1911-ben majd 1913-ban is írt a várról, utóbbi művében alaprajzot is közölt róla. 1928-ban a várat őskori eredetűként határozza meg, melyet a 15. században a husziták még használtak. Későbbi kutatók egyik állításra sem találtak bizonyítékot. Fehér Miklós 1975-ben és 1978-ban, Csorba Csaba 1977-ben szintén írt a várról. Az 1980-as évek elején Dénes József és Skerletz Iván mérték fel a várat, ekkor leleteket nem találtak. Régészeti kutatást a várban még nem folytattak.

## Leírása
A vár méretei elérik a 45 x 12 métert, belső területe 0,05 hektár. Három oldalról meredek lejtők, míg nyugatról, az Üvöltő-hegy felől egy 15 méter széles, 3 méter mély árok védi. A kiásott földet az árok külső peremén halmozták fel sáncot építve belőle. Az északnyugati oldalon azonban ez nem történt meg, talán a munkák félbehagyása miatt.